# Villino Vidya
Villa Fagan è un edificio di Firenze, situato nel viale Antonio Gramsci 53, con affaccio su via della Mattonaia 48. Fu la residenza di Angelo De Gubernatis.

## Storia e descrizione

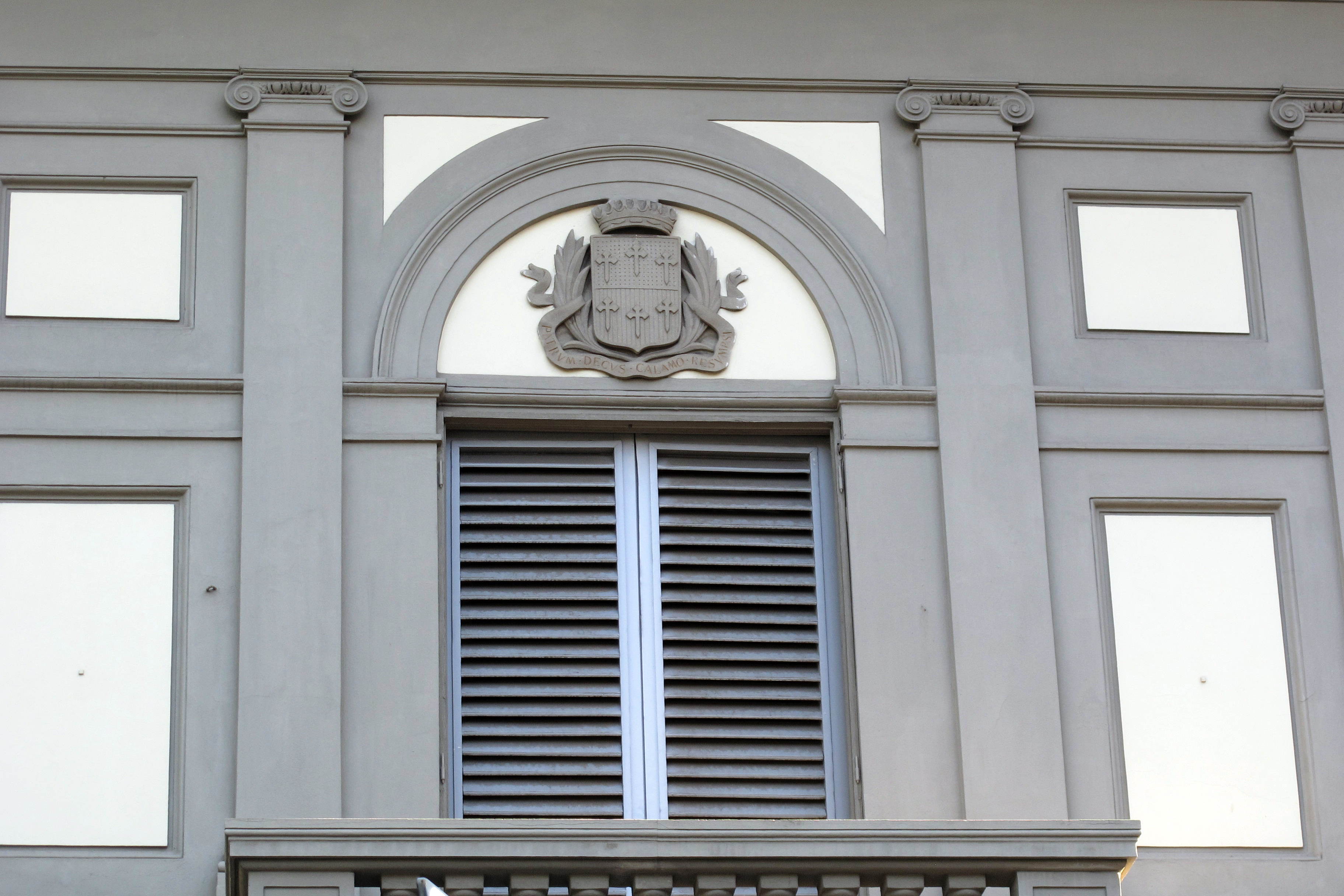
Stemma

Il villino è posto sull'angolo tra il viale e via della Mattonaia, caratterizzato da uno smusso con balcone che guarda in direzione di piazzale Donatello, secondo una soluzione osservabile in altri immobili coevi posti lungo lo stesso asse in corrispondenza degli incroci viari: sul viale Antonio Gramsci presenta l'ingresso e un prospetto a due piani su tre assi, che si ripete con identico disegno su via della Mattonaia, dove prosegue con il breve muro di cinta con ingresso (numero 48) al piccolo spazio a verde e alle rimesse. Al terreno è un bugnato in pietra serena che si estende limitatamente alla smusso e ai primi due assi delle facciate laterali.
Pur essendo l'insieme ancora rappresentativo della dimensione dell'abitare propria della seconda metà dell'Ottocento, attualmente il villino non si distingue più di tanto da altre realizzazioni fiorentine del periodo. Non così era all'origine quando la casa fu abitata dallo scrittore, letterato e indianista Angelo de Gubernatis, per il quale l'edificio era stato progettato dall'architetto Michelangelo Maiorfi (chiusura del cantiere nel 1882) e decorato sui prospetti da Dario Maffei, in un particolarissimo connubio tra temi propri della cultura occidentale e della cultura orientale. Apparivano infatti sui fronti le effigi di Dante e Manzoni a fianco di quelle del Buddha e del dio Ganesha, come pure iscrizioni in lingua pāli, vedica e sanscrita, andate distrutte nel tempo ma a suo tempo trascritte nel repertorio di Francesco Bigazzi.

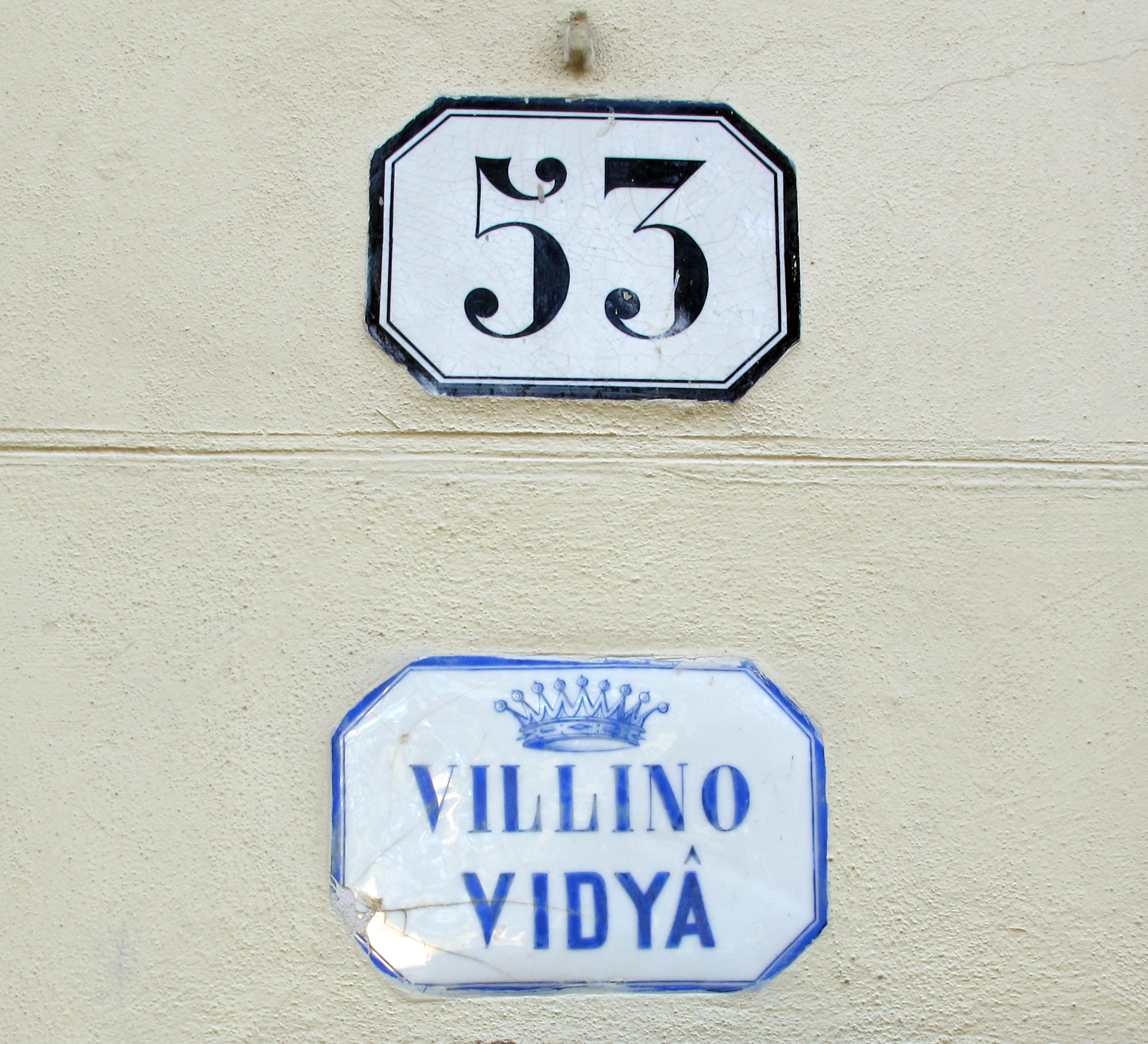
Targa

Così lo stesso Angelo de Gubernatis introduceva al suo villino Vidya (nome indiano che significava "Sapienza" dato all'amata moglie Sofia Besobrasof, cugina di Michail Bakunin e conosciuta grazie alle frequentazioni del nostro con l'anarchico russo) nelle sue Pagine di ricordi, testimonianza ampia e preziosa sulla residenza e sui suoi abitanti: "S'io ben ricordo, l'egregio amico nostro, il barone Antonio Manno, stampò già che le case igienicamente meglio collocate sono quelle che guardano a nord-ovest, per via dei venti che le dominano, spazzanti lontano tutta l'aria cattiva che, di solito, si ferma alle case cittadine. Ed, in vero, il vento di nord-ovest è quello che dà la salute alla città di Firenze, onde i Fiorentini, quando vogliono raccomandar la loro casa, dicono che essa gode l'aria di Fiesole. La nostra casa, che, per un lato, percorre il viale Principe Eugenio e, per l'altro, la via Mattonaia, ha il suo prospetto tra Fiesole, la madre di Firenze e dei Beato Angelico, e la Concezione; prospetto artistico, ma particolarmente a noi simpatico, poiché, ogni qualvolta dal terrazzino guarderemo innanzi a noi, vedremo pure la villa Sabatier ed il villino Amari, l'illustre patriarca degli storici ed orientalisti italiani e della sua cara famiglia. Girando un po' l'occhio, alla nostra destra, scorgeremo Settignano che vide l'infanzia di Michelangelo e che serba ancora sopra un muro della villa Telfy i primi segni di quella mano potente. Dalla parte di mezzogiorno, carezzata, nel verno, dai raggi del sole, sorge una palma augurale, nel mezzo di un giardinetto, che non riquadra forse cento metri, ma che basterà all'occhio nostro come simbolo verdeggiante della natura, tanto più bella quando si può contemplare ed ammirare da casa nostra. L'architettura della facciata, come tu lo vedi, è nello stile del Rinascimento; il bozzato di pietra, che sale fino al primo piano, la protegge e consolida; al di sopra, gli ornati di stucco a dipinti l'abbelliscono. Diresse tutti i lavori della casa l'ingegnere architetto Michelangelo Maiorfi; li eseguirono, per la parte muraria, i capomastri muratori fratelli Baldanzini e Anselmo Cambi di Calcinaia; le figure dipinte esternamente furono eseguite dal pittore Dario Maffei; diresse i lavori di decorazione il signor Angelo Rogai; il valente scultore genovese, professore Giambattista Tassara, eseguì i due ritratti in bassorilievo. Ed ora, entriamo, se ti piace, nel villino Vidya. La decorazione del salottino alla pompeiana o alla romana, come si voglia chiamarlo, rappresenta due scene della mitologia greca (...). L'ornamentazione dell'interno della casa riproduce, poi, per quanto si può, motivi di decorazione pompeiana; e tutto l'ingresso e l'andito e l'impiantito del salottino pompeiano sono fatti con mattonelle alla pompeiana della fabbrica Giustiniani di Napoli. Semplicissima la riquadratura delle nostre camere, per motivi igienici e morali; i nostri bambini non devono veder nessun segno di fasto nelle stanze dove essi dormono e dove si occupano; e poi credo che, nelle stanze, dove le pareti sono ignude, si dorma anche meglio. Il salotto da pranzo, riunendoci tutti, due volte al giorno, dovea riuscir confortevole, ed essendo gli Inglesi maestri del comfort, io lo desiderai secondo il gusto loro...".
Sul finestrone del balcone prima ricordato è uno scudo con l'arme dei De Gubernatis (troncato di rosso e d'oro, caricato di sei croci trifogliate con piede appuntito dell'uno nell'altro, tre di sopra, tre di sotto), accompagnato dal motto fatto proprio dallo studioso: "Patrum decus calamo resumpsi" (con la penna feci risorgere il lustro dei miei padri).